# ويليام دوايت
ويليام دوايت (بالإنجليزية: William Dwight)‏ هو ضابط أمريكي، ولد في 14 يوليو 1831 في سبرينغفيلد في الولايات المتحدة، وتوفي في 21 أبريل 1888 في بوسطن في الولايات المتحدة.